# Manae Feleu

a Compétitions nationales et continentales officielles uniquement.

b Matchs officiels uniquement.
Dernière mise à jour le 15 octobre 2024.
Manae Feleu, née le 3 février 2000 à Mâcon, est une joueuse internationale française de rugby à XV. Elle évolue aux postes de deuxième ou troisième ligne au FC Grenoble.
Sa sœur, Teani Feleu, est également une joueuse internationale française de rugby à XV.

## Biographie

### Jeunesse et formation
Manae Feleu (phonétiquement « Manaé Féléou ») naît à Mâcon mais elle est originaire de Futuna, elle commence le rugby à XV à l'âge de 11 ans sur son île, puis en Nouvelle-Zélande pendant ses trois années de lycée. Elle arrive à Grenoble pendant l'été 2020. Elle y poursuit des études de médecine tout en jouant au FC Grenoble. Teani Feleu est sa sœur cadette de trois ans.

### Internationale de rugby à XV
Manae Feleu est sélectionnée pour la première fois en équipe de France en novembre 2020. Elle fait partie de la sélection pour le Tournoi des Six Nations 2022.
En 2022, elle est sélectionnée par Thomas Darracq pour disputer la Coupe du monde en Nouvelle-Zélande. À l'automne suivant, elle est désignée capitaine du groupe qui dispute la première édition du WXV, toujours en Nouvelle-Zélande.
En 2024, à l'occasion du Tournoi des Six Nations, elle est reconduite en tant que capitaine de l'équipe de France. Elle est élue dans l'équipe type de la compétition.

## Statistiques internationales
| Année | Compétition    | Matchs | Points | Essais |
| ----- | -------------- | ------ | ------ | ------ |
| 2020  | Test matchs    | 1      | -      | -      |
| 2022  | Six Nations    | 1      | -      | -      |
| 2022  | Test matchs    | 1      | -      | -      |
| 2022  | Coupe du monde | 2      | -      | -      |
| 2023  | Six Nations    | 4      | -      | -      |
| 2023  | WXV            | 3      | -      | -      |
| 2024  | Six Nations    | 5      | 5      | 1      |
| 2024  | Test matchs    | 1      | -      | -      |
| 2024  | WXV            | 3      | 5      | 1      |
| Total | Total          | 21     | 10     | 2      |

## Palmarès

### En équipe nationale
- Troisième de la Coupe du monde en 2021.

### Distinctions personnelles
- Membre de l'équipe type du Tournoi des Six Nations en 2024.